# Splijtbak

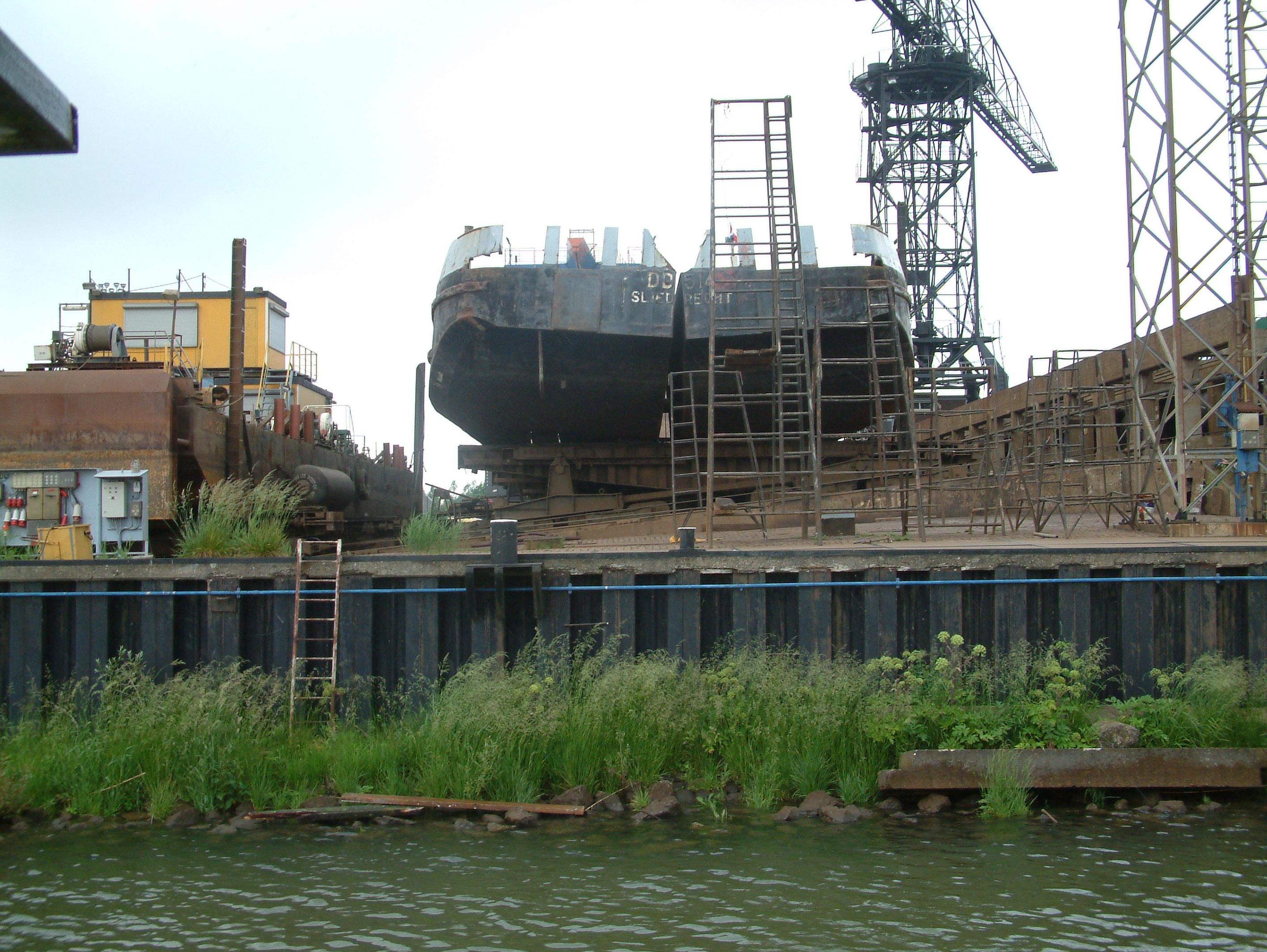
Een splijtbak op de Helling in Hardinxveld-Giessendam

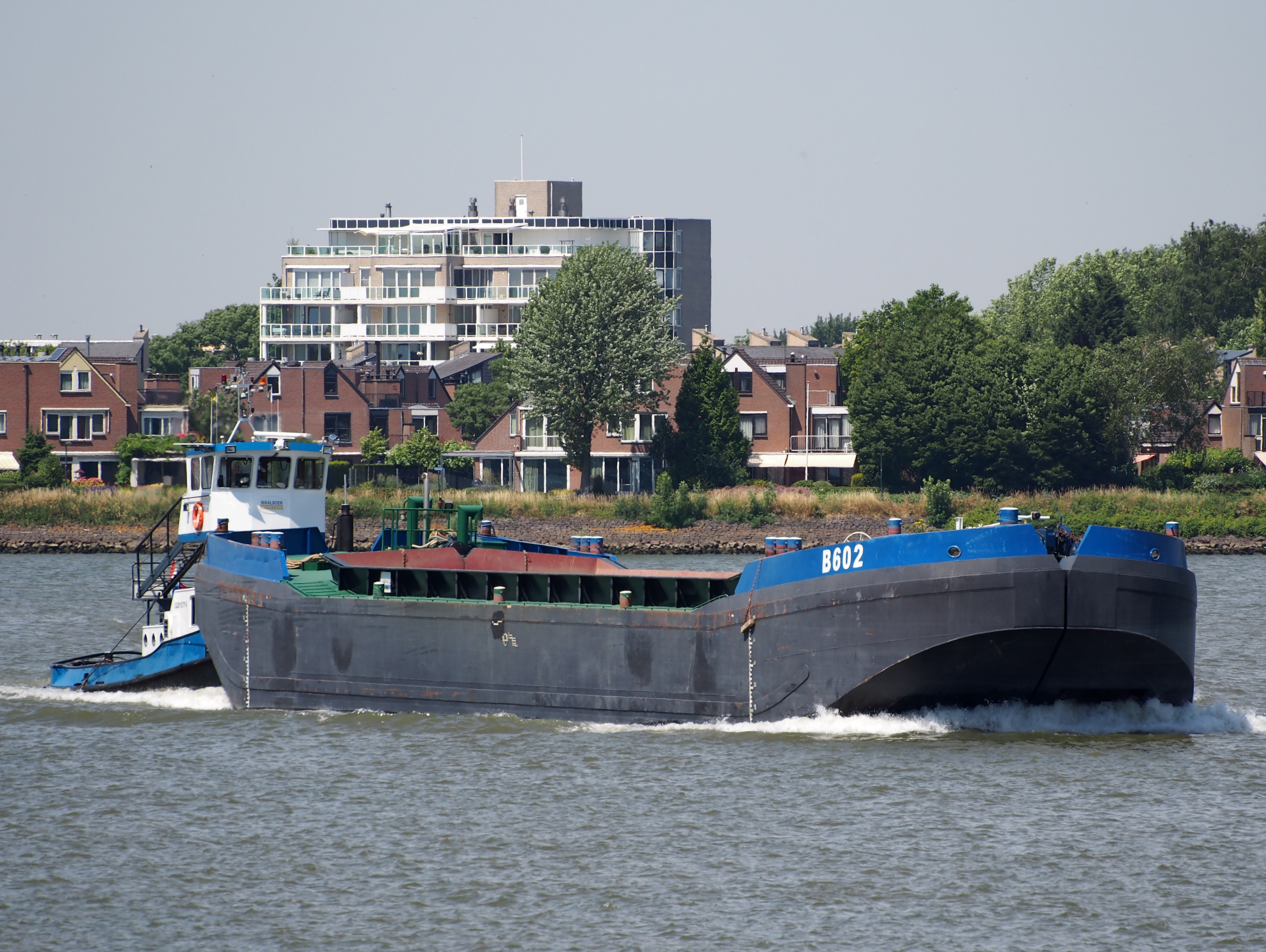
split hopper barge - splijtbak

Een splijtbak is een vaartuig dat in de baggerwereld gebruikt wordt om grond, zand of stenen te storten, waarbij het vaartuig als een grijper opensplijt. De beweging wordt in de regel verzorgd door 2 of meer hydraulische cilinders. De delen worden tijdens het varen ook nog dichtgehouden door een aantal vergrendelingen. Het vaartuig moet dusdanig goed ontworpen worden dat het tijdens het storten stabiel blijft.
De meeste sleephopperzuigers hebben bodemkleppen of -schuiven om de inhoud te kunnen storten. Er bestaan ook splijthopperzuigers, die storten middels het in de lengte splijten van het vaartuig. Bij splijtbakken gebeurt dit ook, maar splijtbakken zuigen het zand niet zelf op, maar worden via een persleiding of een grijperkraan gevuld.
Vooral in China worden vele honderden splijtbakken gebouwd.

## Splijthopper

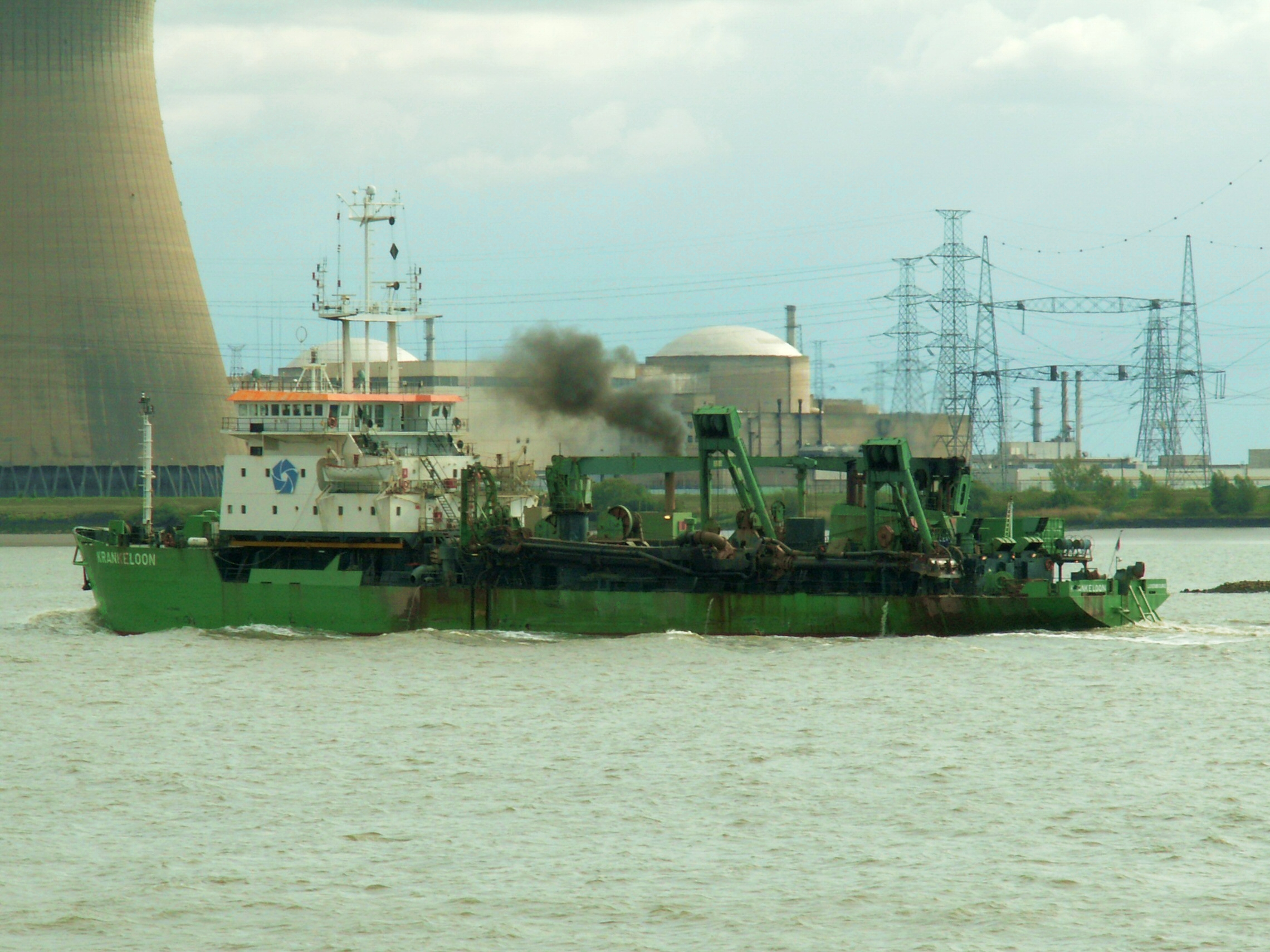
De Krankeloon

Problemen ontstaan echter wanneer de splijthopper groter wordt dan 7000 m³ DWT. Dit is dan ook het grootste nadeel van de splijthopper. De hydraulische cilinder nodig om het schip weer te sluiten moet zeer groot worden.  Hierdoor stijgt ook de hoeveelheid te verplaatsen hydraulische olie in de cilinders.  Die hoeveelheid olie wordt zelfs zo groot dat het bijna onmogelijk is om die verplaatsing te realiseren binnen een kort tijdsbestek.
Een tweede probleem is het hoge gewicht van het benodigde staal wanneer het deplacement stijgt.
Het derde probleem bij splijthoppers groter dan 7000 m³ is vervorming van beide romphelften tijdens de geladen toestand.  Het grote gewicht van de geladen emulsie drukt beide helften open in de dwarsscheepse richting.  Aangezien de scharnierpunten zich alleen achteraan en vooraan bevinden ontstaat er een opening midden in de romp, tussen beide helften.  Dit leidt tot verlies van lading.
Deze problemen kunnen verholpen door de plaatsing van een derde verbinding, in de vorm van een extra scharnier (zonder de hopper in twee delen te verdelen) of een extra hydraulische cilinder in het midden van het schip geplaatst.  Ook het probleem van de te grote cilinder kan verholpen worden, dit door meerdere cilinders te gebruiken, opgesteld in paren.  Deze oplossing vinden we terug in de "Krankeloon".  De beschreven werkingsmethode verder gegeven is dan ook diegene gebruikt aan boord van de Krankeloon, waarbij vooraan en achteraan 2 cilinders worden gebruikt.

### Methode

#### Opstelling scharnieren en cilinders
Een splijthopper bestaat uit twee halve rompen, die op het hoogste punt van de romp verbonden zijn met een as.  Deze as loopt parallel aan de langsscheepse as.  Algemeen vindt men één hoofdverbinding vooraan en één hoofdverbinding achteraan.  Een tweede verbinding bevindt zich onder aan het schip, ver onder de draaias, voorgesteld door hydraulische cilinderparen dwars opgesteld in het schip.  Zowel de cilinderhuizen als de zuigers met zuigerstangen van de hydraulische cilinders zijn draaibaar verbonden met hun respectievelijke romphelft.  Elk cilinderpaar is voorzien van een veiligheidsklep en een op afstand bedienbare controleklep.

#### Cilinderpaar
Een hydraulische cilinder bestaat uit een cilinderhuis en een zuiger met zuigerstang.  Het cilinderhuis is verbonden aan één romphelft, de zuigerstang aan de andere romphelft.  Bij cilinderparen ontstond hier echter opnieuw een probleem bij het laden van het schip.  De lading oefent een dwarsscheepse kracht uit op de twee rompvormen.  Er ontstond dus een dwarsscheepse buiging naar buiten toe van beide romphelften en dus een verschil in belasting tussen de twee cilinders in elk cilinderpaar.  De binnenste cilinder (cilinder dichtst bij het midden van het schip) onderging een expansie terwijl de buitenste cilinder (cilinder dichtst bij voor –of achterkant schip) een compressie onderging.  Dit verschil in belasting kon zo hoog oplopen dat de veiligheidsklep tussen beide open ging, wat een nog hogere belasting op de cilinders teweegbracht.  Het uiteindelijke resultaat was een opening tussen beide romphelften waardoor lading werd verloren.
Nu is de verbinding tussen de hydraulische cilinders anders uitgevoerd.  Beide cilinderhuizen zijn verbonden met een korte langsscheepse as door cilindrische lagers.  Ook beide zuigerstangen zijn verbonden met een korte langsscheepse as door cilindrische lagers.  Het gevolg hiervan, en door het gebruik van cilindrische lagers, is dat beide cilinders simultaan moeten bewegen, als 1 cilinder als het ware.  De as aan de zijde van de cilinderhuizen en de as aan de zuigerstangzijde zijn verbonden met de romphelften via zelfaanpassende lagers.  De zelfaanpassende lagers zijn meestal lagers van het bal-type.  Hierdoor zijn de cilinders onafhankelijk van de bewegingen van de romp en wordt hun simultane werking niet verstoord door de buigende romp.  Een tweede gevolg is dat het gebruik van stijve buizen mogelijk wordt tussen de cilinders en de veiligheidsklep en controleklep.  Flexibele buizen worden niet geaccepteerd door classificatiemaatschappijen omwille van het risico op lekken.  Als een darm zou lekken heeft dit onvermijdelijk de opening van het schip tot gevolg.  Dat is ook de reden voor de plaatsing van een veiligheidsklep en controleklep.
Door het gebruik van één cilinderhuis voor een cilinderpaar vinden we maar één controle –en veiligheidsklep terug.